# Guida sicura
Con guida sicura si intende l'utilizzo di un insieme di capacità cognitive e tecniche che consente di dominare, o quantomeno di governare, i problemi che si verificano nella guida di un veicolo. 

## Capacità tecniche e cognitive
Contrariamente a quanto si potrebbe pensare di primo acchito, la guida sicura non riguarda unicamente le capacità tecniche di guida, che pure sono fondamentali affinché la guida sicura abbia luogo: ad esempio, un pilota provetto che guidi spericolatamente per strada potrebbe essere ineccepibile dal punto di vista tecnico, pur guidando in maniera non sicura. 
La guida sicura presuppone quindi indubbie capacità tecniche, anche se non necessariamente professionistiche (ad esempio, la capacità di governare un veicolo in situazioni di emergenza, con frenate e pericoli vari), le quali non sono separabili dalla capacità di previsione e prevenzione dei pericoli che derivano dalla circolazione quotidiana nel traffico urbano e suburbano.

## La formazione
La guida sicura ingloba pertanto ogni attività formativa, teorica e pratica, che preveda l'addestramento pratico al superamento di situazioni di aderenza e viabilità critiche, garantendo così la sicurezza di marcia del proprio veicolo. Nel contempo il perseguimento di una guida sicura deve essere rivolta allo sviluppo di un'adeguata percezione delle situazioni di rischio, onde permettere di prevenire i pericoli della strada e della viabilità. Infine la guida sicura deve giungere a sviluppare una corretta capacità di autovalutazione del guidatore. Anche il miglior guidatore in particolari situazioni di stress psicofisico, o in caso di influenza o raffreddore, può avere capacità di guida ridotte sensibilmente; la guida sicura dovrebbe quindi tenere conto anche delle condizioni psicofisiche del soggetto.
La guida sicura, intesa come momento formativo del guidatore, si pone l'obiettivo di insegnare al guidatore concetti ed argomenti che durante il conseguimento della patente non sono stati toccati: prendere la patente non significa necessariamente saper guidare coscientemente. 

## Approccio multidisciplinare
I concetti alla base della guida sicura si basano su un approccio multidisciplinare dato dalla fisica dei corpi in movimento, ma anche della tecnica dei materiali (basti pensare al diverso comportamento degli pneumatici a seconda delle condizioni atmosferiche). Oltremodo non si può prescindere dall'elettronica, che ormai riempie di centraline le nostre autovetture e quindi obbliga il guidatore ad essere quantomeno conscio del comportamento del suo mezzo in determinate condizioni date dall'asfalto o atmosferiche. Infine la guida sicura non può prescindere dagli aspetti umani e, come tale, deve prendere in considerazione anche aspetti sociologici (ad es. l'utilizzo del telefonino in auto da parte di molte persone) e perfino psicologici (ad es. alcuni guidatori tendono ad operare un transfer delle loro capacità mutuandole da quelle del veicolo in loro possesso). Qui gli esempi potrebbero essere numerosi, ma ci si limita a dare un quadro di massima, laddove è necessario preparare il guidatore ad affrontare gli imprevisti del traffico e della strada: il guidatore dovrà quindi comprendere un addestramento specifico alle tecniche di arresto di emergenza del veicolo di fronte ad un ostacolo improvviso, a quelle di evitamento, alle perdite di aderenza su asfalti a basso coefficiente di grip, all'aquaplaning e alle emergenze ambientali. La guida sicura inoltre si rivolge non solo al superamento di pericoli ed ostacoli, ma 
anche a prevenirli. Infatti la sperimentazione pratica della guida in condizioni di emergenza sviluppa una maggiore consapevolezza dei pericoli della circolazione stradale.